# Yinka Ajayi
Pour les articles homonymes, voir Ajayi.
Yinka Ajayi (née le 11 août 1997 à Londres au Royaume-Uni) est une athlète nigériane, spécialiste du 400 mètres.

## Biographie
Championne d'Afrique junior du relais 4 × 400 m en 2015, elle remporte la médaille d'argent du 4 × 400 m lors des Championnats d'Afrique 2016, en compagnie de Omolara Omotosho, Regina George et Patience Okon George. En 2017, elle remporte trois médailles aux Jeux de la solidarité islamique de 2017, dont le bronze sur 400 mètres et l'argent dans les deux relais.
En 2018, elle remporte la médaille d'argent du 4 × 400 m aux Jeux du Commonwealth de Gold Coast, en Australie, puis une médaille de bronze sur le 400 m des championnats d'Afrique.

## Palmarès
| Date | Compétition                     | Lieu        | Résultat | Épreuve   | Temps         |
| ---- | ------------------------------- | ----------- | -------- | --------- | ------------- |
| 2014 | Championnats du monde juniors   | Eugene      | 5e       | 4 × 400 m | 3 min 35 s 14 |
| 2015 | Championnats d'Afrique juniors  | Addis-Abeba | 1re      | 4 × 400 m | 3 min 38 s 94 |
| 2016 | Championnats d'Afrique          | Durban      | 2e       | 4 × 400 m | 3 min 29 s 94 |
| 2017 | Jeux de la solidarité islamique | Bakou       | 3e       | 400 m     | 52 s 57       |
| 2017 | Jeux de la solidarité islamique | Bakou       | 2e       | 4 × 100 m | 46 s 20       |
| 2017 | Jeux de la solidarité islamique | Bakou       | 2e       | 4 × 400 m | 3 min 34 s 47 |
| 2017 | Championnats du monde           | Londres     | 5e       | 4 x 400 m | 3 min 26 s 72 |
| 2018 | Jeux du Commonwealth            | Gold Coast  | 8e       | 400 m     | 52 s 26       |
| 2018 | Jeux du Commonwealth            | Gold Coast  | 2e       | 4 × 400 m | 3 min 25 s 29 |
| 2018 | Championnats d'Afrique          | Asaba       | 3e       | 400 m     | 51 s 34       |

## Records
| Épreuve | Performance | Lieu  | Date         |
| ------- | ----------- | ----- | ------------ |
| 400 m   | 51 s 22     | Abuja | 17 mars 2018 |